# Латийи
Латийи (фр. Latilly) — коммуна во Франции, находится в регионе Пикардия. Департамент коммуны — Эна. Входит в состав кантона Виллер-Котре. Округ коммуны — Шато-Тьерри.
Код INSEE коммуны — 02411.

## Население
Население коммуны на 2010 год составляло 213 человек.
| 1962 | 1968 | 1975 | 1982 | 1990 | 1999 | 2010 |
| ---- | ---- | ---- | ---- | ---- | ---- | ---- |
| 181  | 186  | 145  | 135  | 179  | 179  | 213  |

## Экономика
В 2010 году среди 133 человек трудоспособного возраста (15—64 лет) 99 были экономически активными, 34 — неактивными (показатель активности — 74,4 %, в 1999 году было 75,9 %). Из 99 активных жителей работали 82 человека (44 мужчины и 38 женщин), безработных было 17 (8 мужчин и 9 женщин). Среди 34 неактивных 17 человек были учениками или студентами, 3 — пенсионерами, 14 были неактивными по другим причинам.